# Армавір (село)
Армавір (вірм. Արմավիր) — село в марзі Армавір, на заході Вірменії. Село розташоване за 7 км на південь від однойменного міста, за 1 км на схід від села Айкаван, за 1 км на північ від села Айгешат, за 3 км на південний захід від села Аревік та за 3 км на південь від села Алашкерт.